# يو إف سي ليلة القتال: كانونير ضد ستريكلاند
يو إف سي ليلة القتال: كانونير ضد ستريكلاند (بالإنجليزية: UFC Fight Night: Cannonier vs. Strickland)‏ هو حدث لفنون القتال المختلطة نظمته يو إف سي، أُقيم في 17 ديسمبر 2022، على يو إف سي أبيكس في لاس فيغاس، نيفادا، الولايات المتحدة.